# Галатская башня
Гала́тская ба́шня (тур. Galata Kulesi) — расположена в европейской части Стамбула на высоком холме района Галаты́. Её видно почти со всех точек центральной части города. Высота башни 67 метров, диаметр — 9 метров, высота над уровнем моря — 140 метров. Башня является одним из символов города.

## История

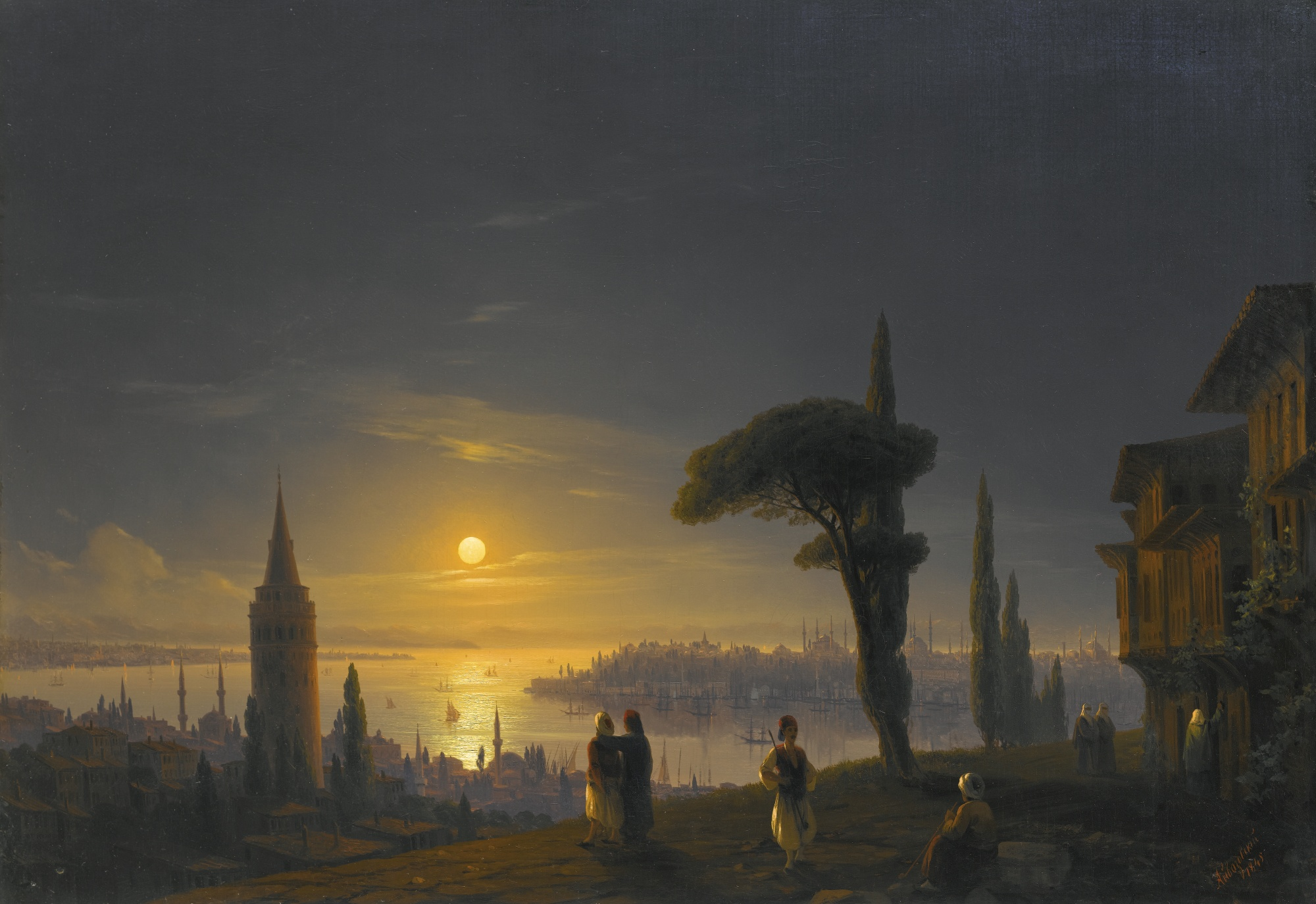
И. К. Айвазовский. Галатская башня в лунную ночь. 1845

Когда-то на месте башни стоял маяк, построенный в VI в.
После того как генуэзцы захватили этот район у византийцев и основали здесь свою колонию, в 1341 году они начали возводить вокруг неё оборонительные стены. В 1348—1349 годах на вершине холма генуэзцами была построена башня, дошедшая до наших дней. Тогда они назвали её «Христова башня» и служила она своеобразным ориентиром для мореплавателей и торговцев. Небольшие фрагменты оборонительной стены и рва сохранились до нашего времени.
Своё нынешнее имя башня получила во времена Османской империи. Султан Мехмед Завоеватель уменьшил высоту башни на 6,8 метра, удалив купол. В период правления султана Мурада III (1574—1595) башня использовалась как обсерватория. В 1632 году башня стала отправной точкой для одного из самых первых полётов в истории. Как утверждается, учёный по имени Хезарфен Ахмет Челеби спрыгнул с башни на самодельных крыльях, перелетел через Босфор и благополучно приземлился в азиатской части города, за что был награждён султаном, а позже изгнан в Алжир.
В 1791 году башня реконструируется, её высота составляет 45 м. Реконструкция 1832 года затронула верхнюю часть: появилась смотровая площадка. Дежуривший на ней круглосуточный караул следил за возникновением в части города, расположенной на северном берегу Золотого Рога, очагов пожаров и беспорядков.
В 1875 году башня приобрела близкий к современному вид. В 1964—1967 годах башня была реставрирована, был перестроен купол конической формы. Позже в башню встроили лифт.
Летом 2020 года башня была передана от муниципалитета в Министерство туризма Турции и закрыта на реставрацию. 9 октября 2020 года башня вновь открыта для посещения и сменила свой статус с развлекательного заведения на полноценный музей.

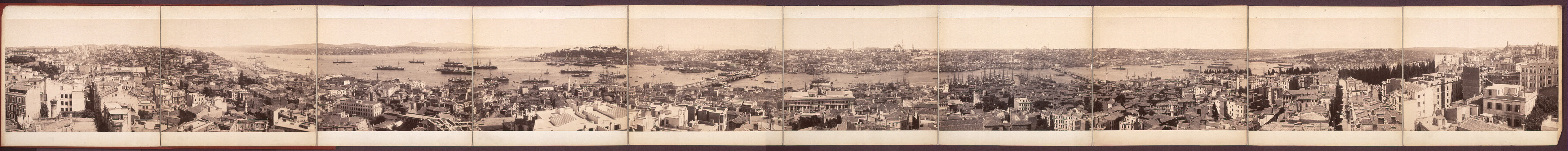
Панорамный вид со смотровой площадки Галатской башни в поздний османский период

## Галерея

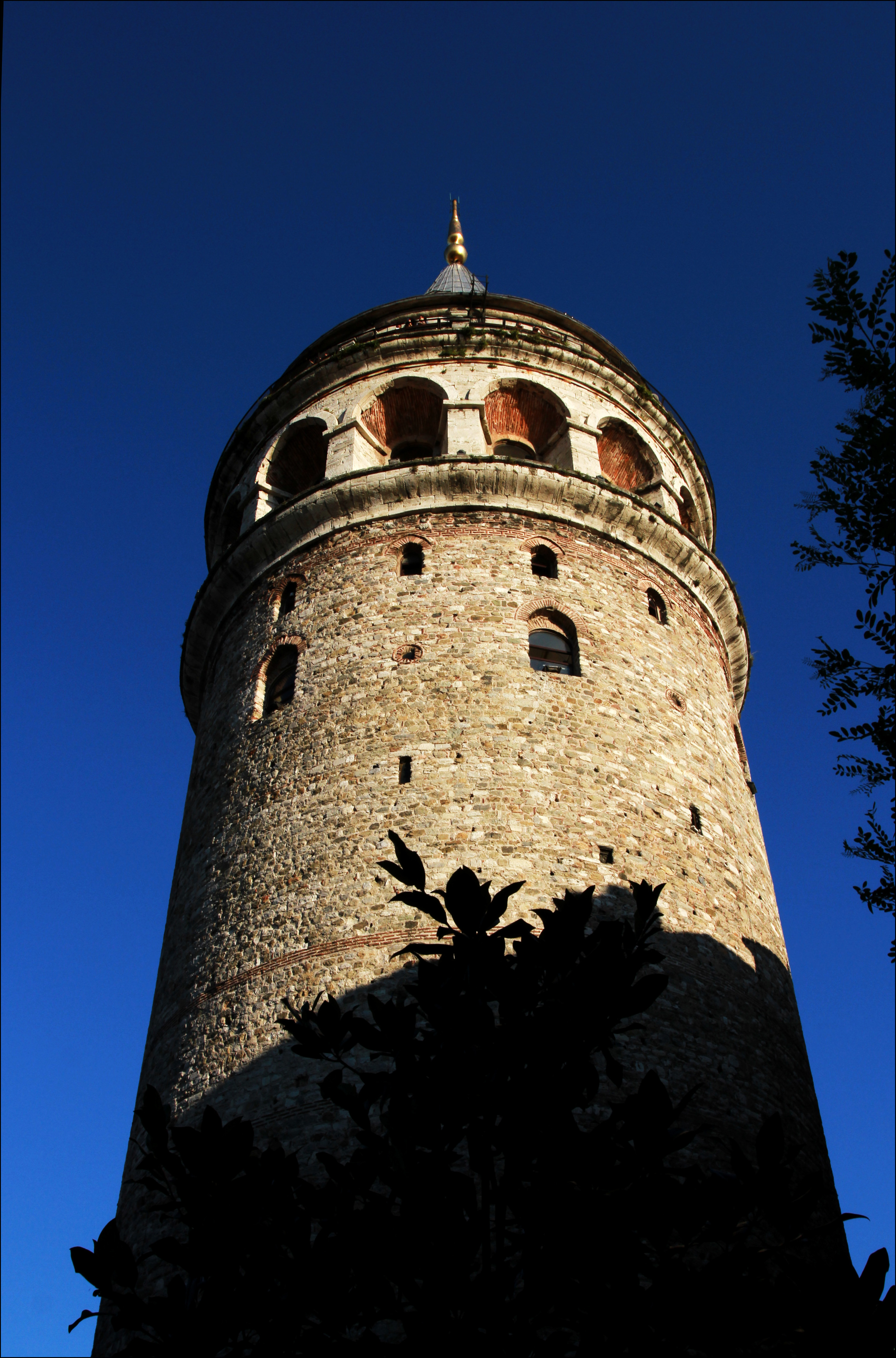
Вид снизу
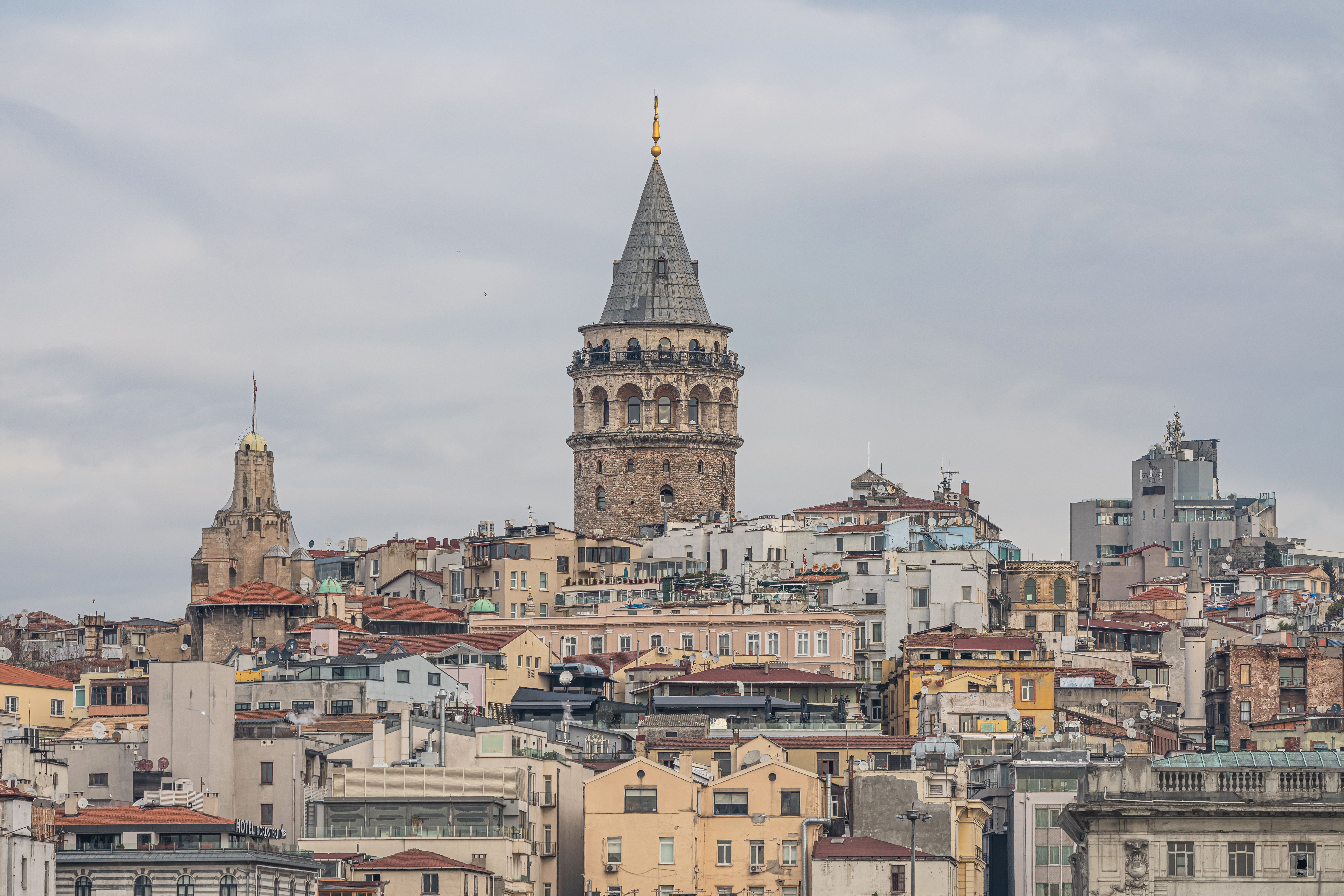
Каракёй (старая Галата) увенчан Галатской башней
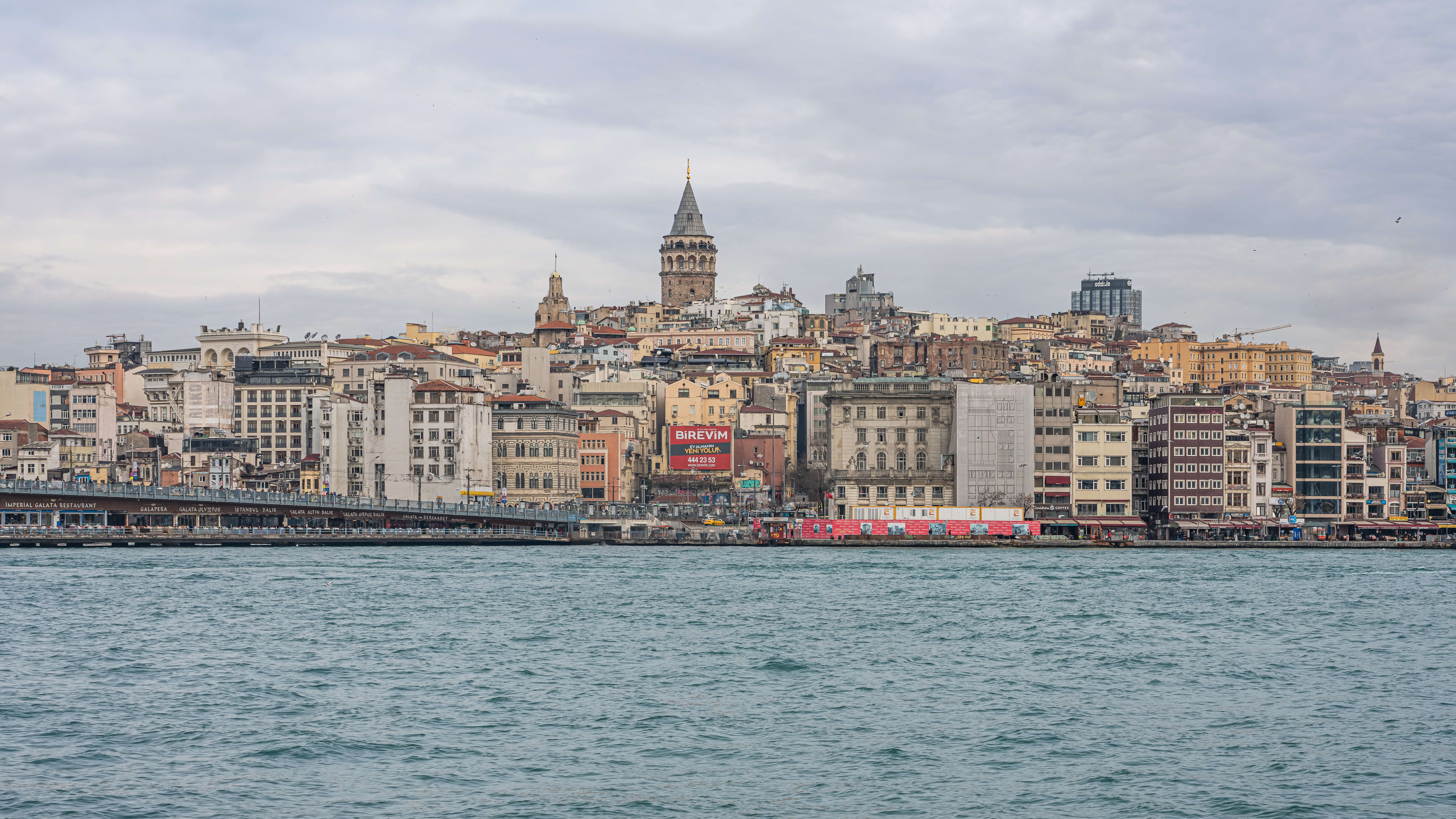
Вид с Золотым Рогом и Галатским мостом на переднем плане
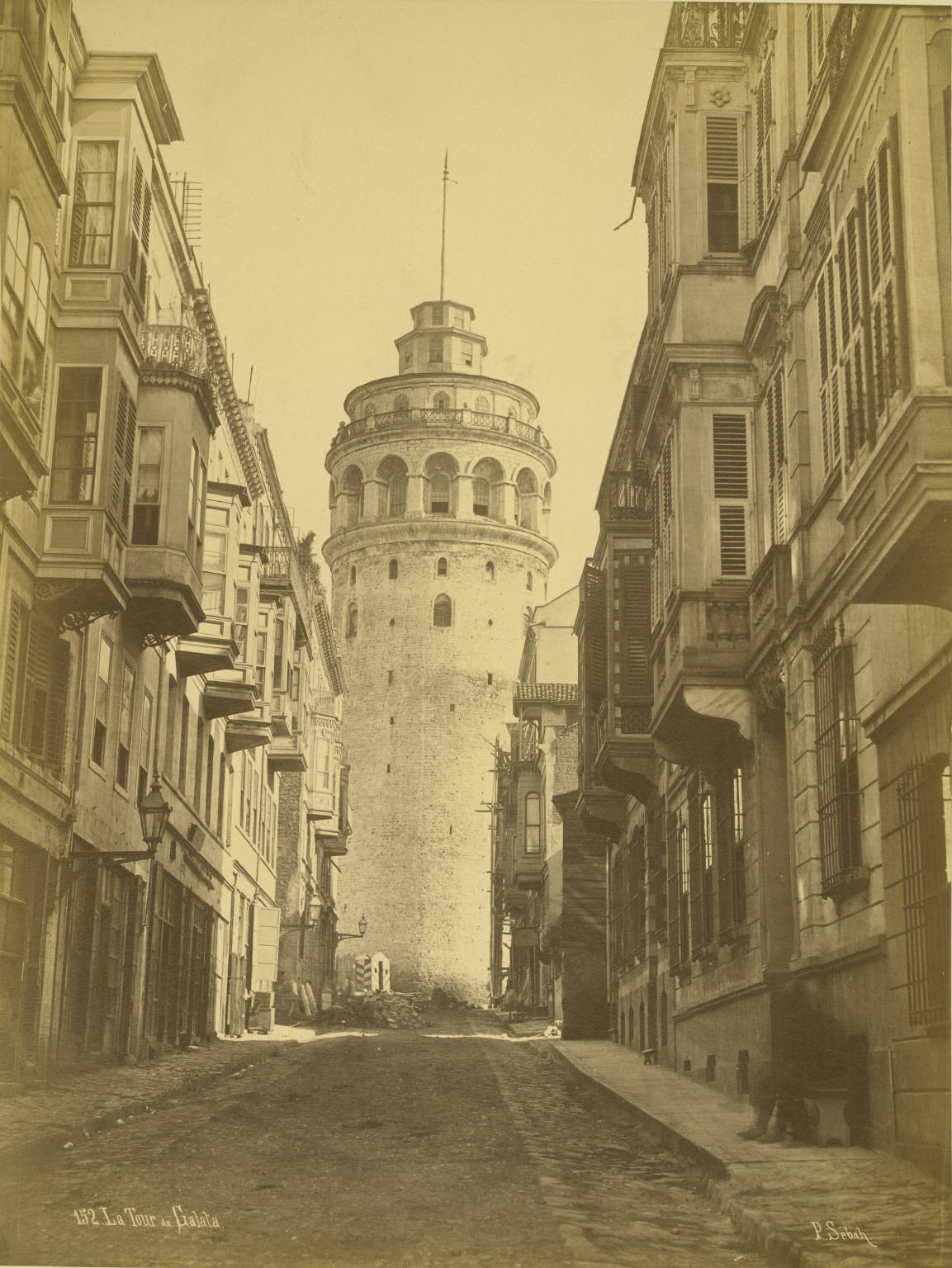
Фотограф: Паскаль Себах. Дата фотографии: ок. 1875–1886 гг.
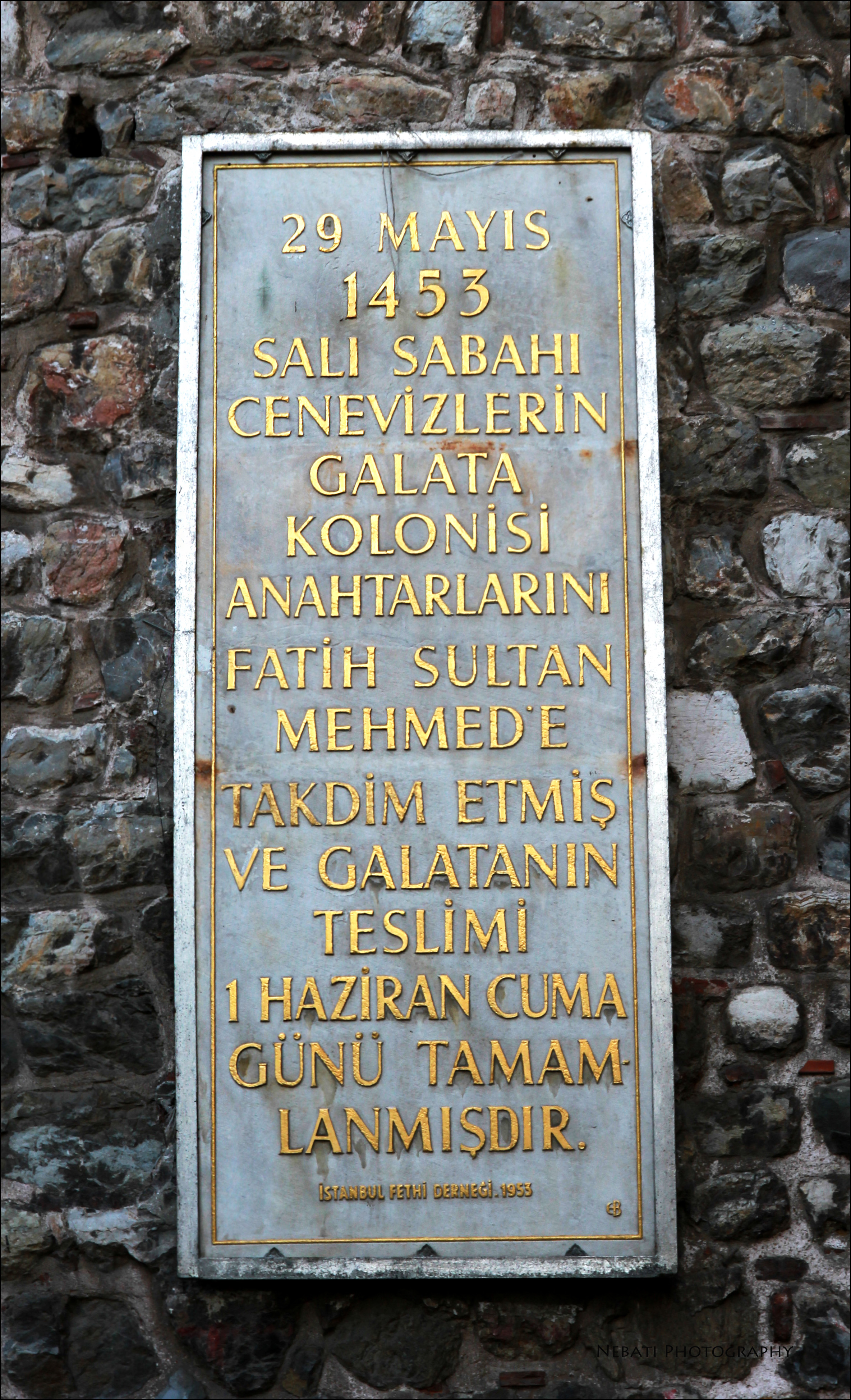
Вывеска на Галатской башне
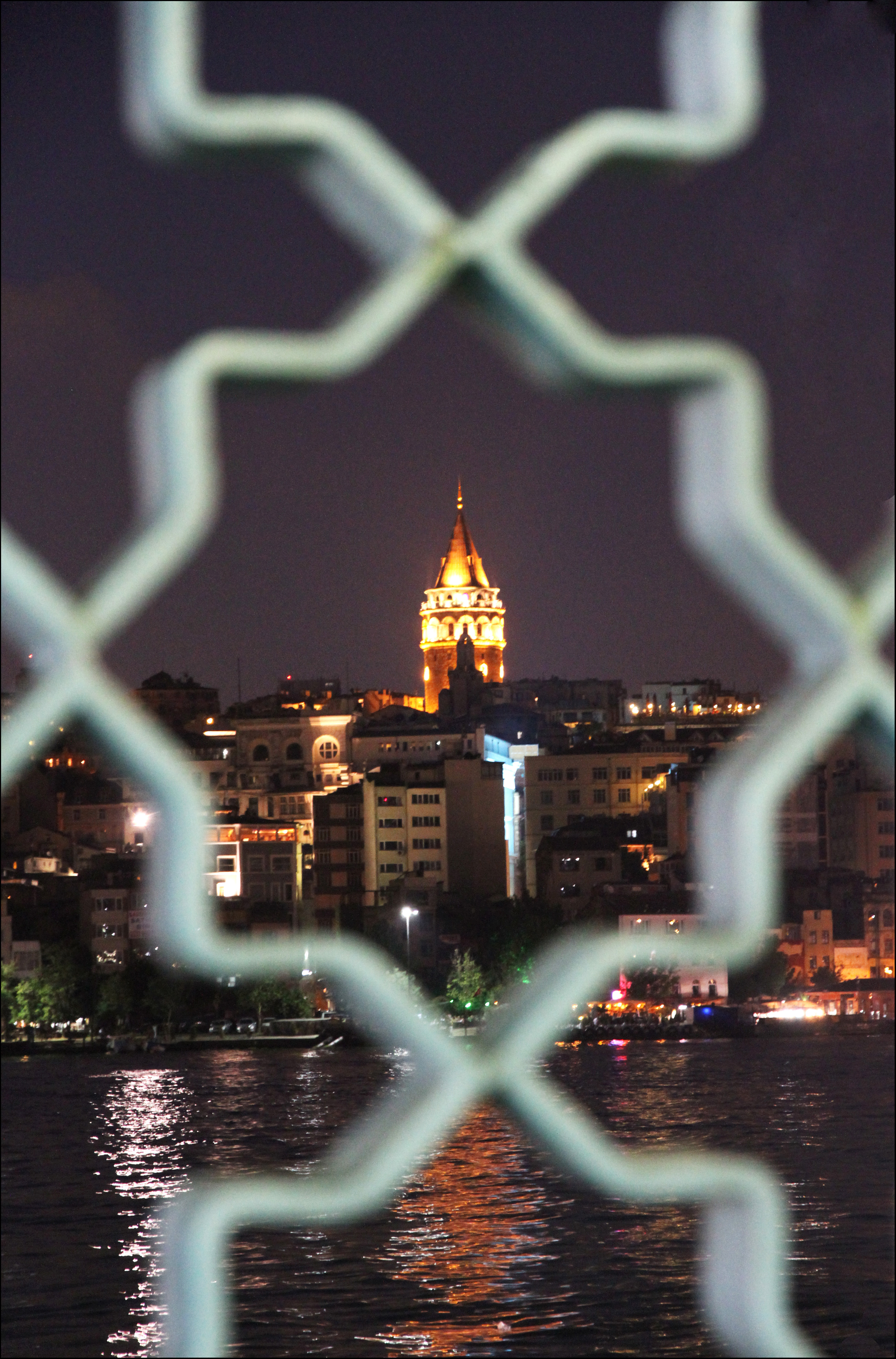
Галата ночью
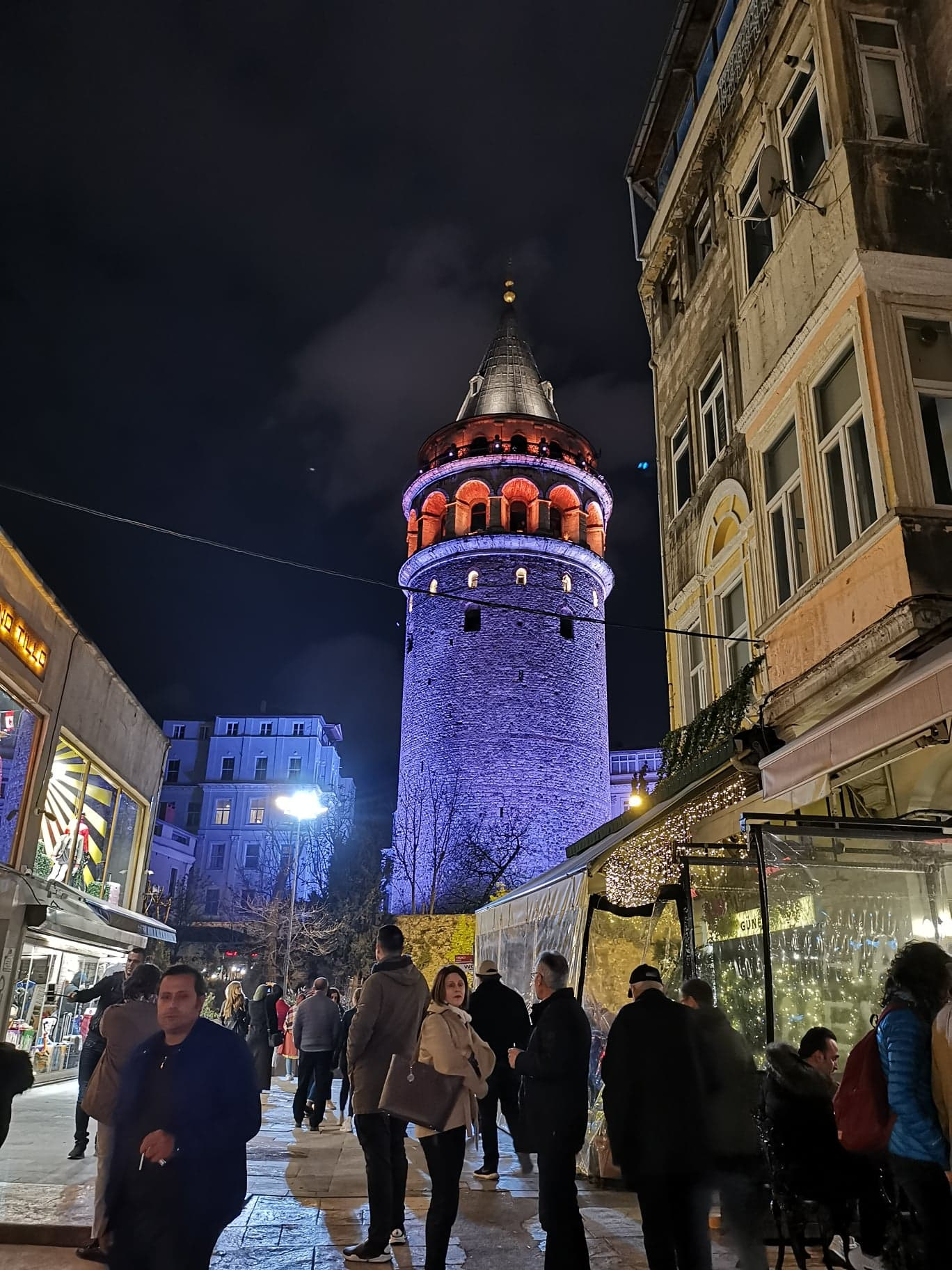
Галатская башня ночью